# Melanichneumon leucocheilus
Melanichneumon leucocheilus är en stekelart som först beskrevs av Wesmael 1845.  Melanichneumon leucocheilus ingår i släktet Melanichneumon och familjen brokparasitsteklar. Inga underarter finns listade i Catalogue of Life.